# Коровин, Николай Васильевич
Николай Васильевич Коровин (4 марта 1927 ― 2 марта 2014) ― российский учёный-химик и педагог. Доктор химических наук, почётный профессор Московского энергетического института.

## Биография
Родился 4 марта 1927 года в Вятской губернии.
Во время Великой Отечественной войны пятнадцатилетним юношей начал трудиться на заводе. Окончил с отличие Механико-технологический техникум в Кирове. После этого прошёл службу в армии, устроился работать на оборонный завод. Заочно окончил Московский институт цветных металлов и золота, там же остался в аспирантуре. После защиты кандидатской диссертации в 1957 году переехал в Москву и продолжил работу в том же институте начальником отдела науки, а затем ― заместителем проректора по науке.
С 1960 года и до конца жизни (с некоторыми перерывами) Н. В. Коровин работал в Московском энергетическом институте. Изначально преподавал там на кафедре Технологии воды и топлива. В 1961 году стажировался в Калифорнийском университете в Беркли, там же изучил английский язык и впоследствии много занимался переводами. В 1962—1966 гг. работал в Министерстве высшего и среднего специального образования СССР на посту заместителя председателя Научно-технического совета. Вернувшись в МЭИ, Коровин возглавил кафедру химии, которая впоследствии была преобразована в кафедру химии и электрохимической энергетики.
В 1969 году Николай Васильевич защитил докторскую диссертацию в Физико-химическом институте им. Л. Я. Карпова, а в следующем году он был удостоен звания профессора.
Первым в СССР начал заниматься применением гидразина в качестве топлива для топливных элементов, интересовался вопросами эффективности конверсии в системах на основе высокотемпературных твердых оксидных электролитов, изучением аккумуляторов с гель-полимерным электролитом, разработкой комбинированных во-дородно-кислородных энергоустановок, включающих топливные элементы и электролизеры. Больших успехов добился в разработке скелетных никелевых катализаторов. Создал поверхностные скелетные электрокатализаторы и изучил механизм их деградации. Результатом его работ явилось также создание воздушно-алюминиевых источников тока с высокими удельными энергетическими характеристиками.
Подготовил семь докторов и ещё около пятидесяти кандидатов наук. Издал 12 монографий, которые представляют интерес для широкого круга ученых и специалистов, используются при обучении аспирантов и студентов. В 2003 г. был издан справочник «Химические источники тока» (под редакцией Н.В. Коровина и А. М. Скундина). Им написан учебник «Общая химия», который выдержал 14 изданий и стал одним из основных учебников для технических вузов. Всего был автором 40 изобретений и более 300 научных работ.
Был заместителем председателя Научно-методического совета по химии Минобразования России, председателем секции химических источников тока Совета по электрохимии РАН, главным редактором журнала «Электрохимическая энергетика», членом Академии электротехнических наук РФ, членом ряда диссертационных советов.
Заслуженный деятель науки и техники Российской Федерации, Заслуженный профессор МЭИ, награжден Почётным Золотым знаком МЭИ.
Скончался 2 марта 2014 года.